# Attack on Tomorrow
Attack on Tomorrow (あしたへアタック！, Ashita e Atakku!) é uma série de anime japonesa. Teve 23 episódios com 25 minutos cada e foi produzida pela Nippon Animation. A série estreou no canal Fuji TV entre 4 de abril até 5 de setembro de 1977.  Muitas vezes é confundida como um spin-off da série anterior e mais popular Attack No. 1 (1969-1971), em parte devido ao envolvimento de vários funcionários (incluindo os diretores Kurokawa e Okabe e o escritor Yamazaki) que havia trabalhado na série anterior. Mais provável que tenha sido inspirada pela popularidade de Attack No. 1 e não é um spin-off oficial.  É conhecido na Europa como Smash (em Francês) e Mimi e le ragazze della pallavolo (em Italiano).

## Enredo
A história é sobre Mimi Hijiiri, uma estudante, com apenas um ano de escola restando, que decide reerguer a moral baixa da equipe de voleibol por causa da trágica morte de uma estudante do clube. Mesmo com muitos problemas e indiferenças, ela consegue formar uma equipe de seis meninas para participar das ligas juvenis.

## Conceito
A série foi criada como uma homenagem à medalha de ouro da Seleção Japonesa de Voleibol Feminino que ganhou nas Olimpíadas de 1976.

## Equipe
- Diretores Adicionais: Fumio Kurokawa, Eiji Okabe
- Roteirista: Haruya Yamazaki
- Produtores: Kôichi Motohashi, Ryûji Matsudo
- Criador: Shiro Jinbo
- Música: Nobuyoshi Koshibe

## Reação
Embora a série tinha sido exibida no mercado europeu na década de 1980 em países como a França e Itália, o enredo e conceito era muito semelhante ao seu antecessor Attack No. 1 e as classificações foram baixas. O show deixou a produção após apenas 23 episódios. Outro dos trabalhos de Shiro Jinbo, Angel, A Menina das Flores, teve muito mais sucesso a nível mundial como um anime, alguns anos depois.

## Curiosidades
- Na dublagem Francesa "Smash", Mimi se chama Virginia Tessier.  E na dublagem Italiana, ela se chama Mimi Miceri e ela é metade italiana e metade japonesa, uma Nipo-italiana.  Em ambas as línguas, a maioria dos outros nomes dos personagens foram alterados também.
- Mitsuko Horie cantou o tema de abertura e encerramento na versão Japonesa original.